# Ramatlabama, Botswana
För en stad i Sydafrika, se Ramatlabama, Sydafrika.
Ramatlabama är en ort (village) i distriktet Southern i södra Botswana. 